# Gniewosądka
Gniewosądka – staropolskie imię żeńskie, złożone z członów Gniewo- ("gniew") i -sąd-ka ("sądzić"). Imię te oznacza "ta, która sądzi w gniewie".
Gniewosądka imieniny obchodzi 8 lutego.